# 康斯坦丁尼夫卡區

康斯坦丁尼夫卡區在頓涅茨克州的位置

康斯坦丁尼夫卡區（羅馬化：Kostiantynivskyi raion）曾是烏克蘭東部頓涅茨克州的一個區，行政中心設於康斯坦丁尼夫卡（该市本身不属于此区），面積1,172平方公里，2013年人口19,160，人口密度每平方公里16人。
该区在2020年7月18日的乌克兰行政区划改革中被撤销，改革后頓涅茨克州下分为8个区，但只有5个区是在乌克兰政府的实际管辖下。